# Stéphane Secq
Stéphane Secq est un réalisateur, scénariste et producteur français né en juillet 1977.

## Biographie
Stéphane Secq a fait des études de cinémas à Paris.
Il a ensuite été formateur dans une école de cinéma avant de réaliser plusieurs courts-métrages primé à de nombreux festivals entre 2002 et 2006. Il réalise son premier long métrage "Les fanatiques" en 2005 et un moyen métrage intitulé "Eve and the Clone" tourné en langue anglaise en 2009. Il réalise la saison 1 de la série "Worcruft Apocalysme" en 2010 et la saison 2 en 2012. de 2011 à 2015, il travaille comme vidéomaker, photographe et chef de projets pour le site d'actualité millenium dans le domaine du sport électronique (esport).

## Filmographie

### Comme producteur
- 2002 : Tête de chou de Stéphane Secq (court métrage)
- 2003 : Epilogue de Jean-Baptiste Courtioux (court métrage)
- 2004 : Le Film dont vous êtes le héros de Stéphane Secq (court métrage)
- 2004 : 45 B 12 de Gino Kokolo (court métrage)
- 2005 : Les Fanatiques de Stéphane Secq
- 2009 : Eve et le Clone (long métrage)
- 2010 : Worcruft Apocalysme Saison 1 (série)
- 2012 : Worcruft Apocalysme Saison 2 (série)
- 2014 : Les feux de l'esport - Saison 1 (web série)

### Comme réalisateur
- 2002 : Tête de chou (court métrage)
- 2004 : Le Film dont vous êtes le héros (court métrage)
- 2005 : Les Fanatiques (long métrage)
- 2009 : Eve et le Clone (long métrage)
- 2010 : Worcruft Apocalysme Saison 1 (série)
- 2012 : Worcruft Apocalysme Saison 2 (série)
- 2014 : Les feux de l'esport Saison 1 (web série)